# Акпънар (вилает Чанаккале)
Акпънар (на турски: Akpınar) е село в околия Бига, вилает Чанаккале, Турция. То е на около 120 метра надморска височина. Населението му през 1997 г. е 125 души. Населено е с турци – юруци и българи – мюсюлмани (помаци). Помаците се преселват през 1891 г., те са от селата Хвойна и Дряново в Родопите.